# Arboucave
Arboucave (Arbocava en gascon) est une commune du Sud-Ouest de la France, située dans le département des Landes (région Nouvelle-Aquitaine).

## Géographie

### Localisation
Commune située au sud-est du département, elle est limitrophe de celui des Pyrénées-Atlantiques.
Elle est aussi située dans le vignoble de Tursan et ses terres sont arrosées par le Gabas, affluent de l'Adour.

### Communes limitrophes
Les communes limitrophes sont  Lacajunte, Malaussanne, Mant, Payros-Cazautets, Puyol-Cazalet, Samadet et Urgons.
| Samadet | Urgons                             | Payros-Cazautets |
| Mant    | Arboucave                          | Puyol-Cazalet    |
|         | Malaussanne (Pyrénées-Atlantiques) | Lacajunte        |

### Climat
Pour des articles plus généraux, voir Climat de la Nouvelle-Aquitaine et Climat des Landes.
Historiquement, la commune est dans une zone de transition entre les climats océaniques aquitain et montagnard.  
En 2020, Météo-France publie une typologie des climats de la France métropolitaine dans laquelle la commune est exposée à un climat océanique et est dans une zone de transition entre les régions climatiques « Aquitaine, Gascogne » et « Pyrénées atlantiques ».
Pour la période 1971-2000, la température annuelle moyenne est de 13,3 °C, avec une amplitude thermique annuelle de 14,7 °C. Le cumul annuel moyen de précipitations est de 1 076 mm, avec 11,4 jours de précipitations en janvier et 7,5 jours en juillet. Pour la période 1991-2020, la température moyenne annuelle observée sur la station météorologique la plus proche, située sur la commune d'Urgons à 4 km à vol d'oiseau, est de 14,0 °C et le cumul annuel moyen de précipitations est de 1 009,4 mm,. Pour l'avenir, les paramètres climatiques de la commune estimés pour 2050 selon différents scénarios d'émission de gaz à effet de serre sont consultables sur un site dédié publié par Météo-France en novembre 2022.

## Urbanisme

### Typologie
Au 1er janvier 2024, Arboucave est catégorisée commune rurale à habitat dispersé, selon la nouvelle grille communale de densité à sept niveaux définie par l'Insee en 2022.
Elle est située hors unité urbaine et hors attraction des villes,.

### Occupation des sols

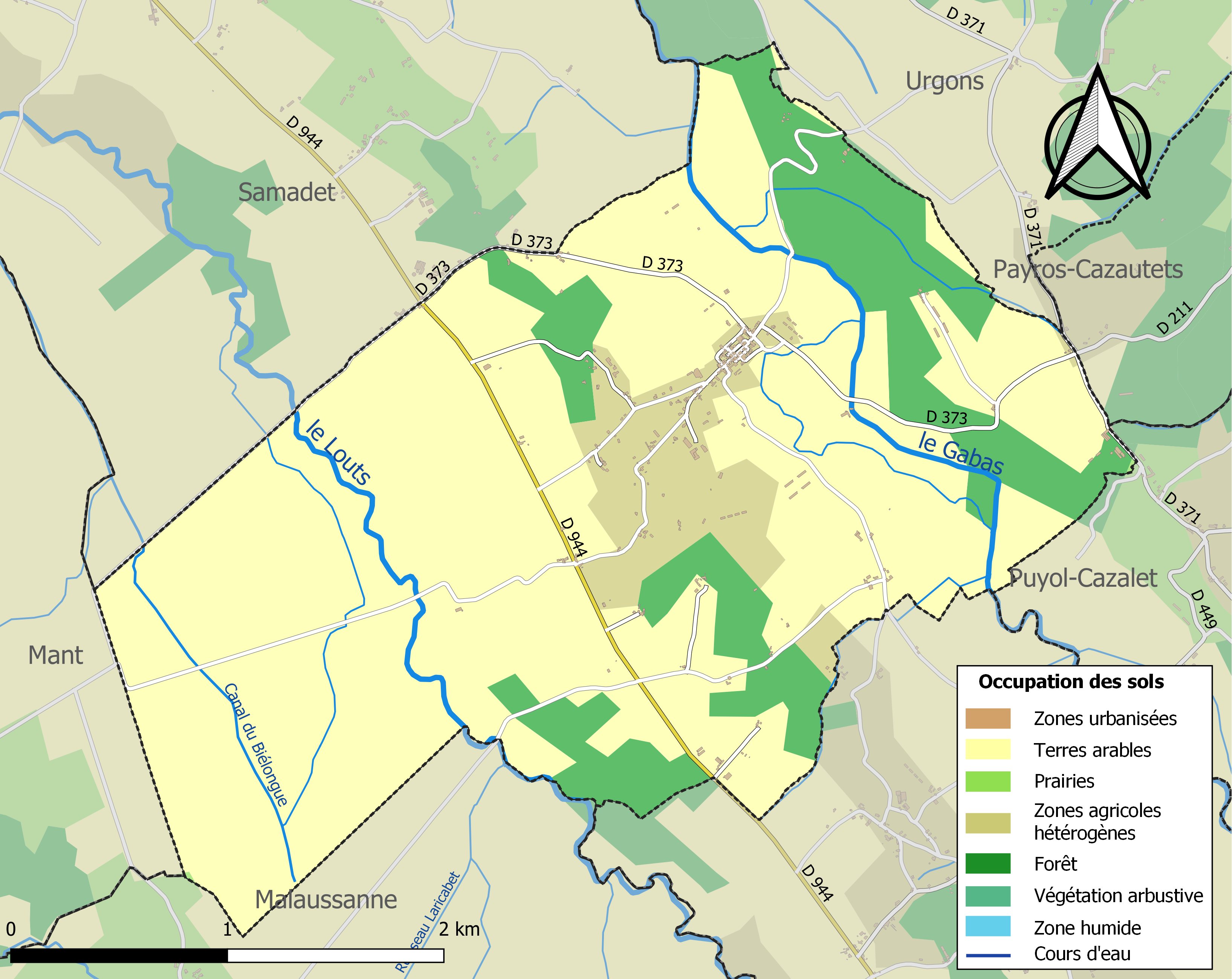
Carte des infrastructures et de l'occupation des sols de la commune en 2018 (CLC).

L'occupation des sols de la commune, telle qu'elle ressort de la base de données européenne d’occupation biophysique des sols Corine Land Cover (CLC), est marquée par l'importance des territoires agricoles (83,1 % en 2018), une proportion sensiblement équivalente à celle de 1990 (83 %). La répartition détaillée en 2018 est la suivante : terres arables (75 %), forêts (16,9 %), zones agricoles hétérogènes (8 %). L'évolution de l’occupation des sols de la commune et de ses infrastructures peut être observée sur les différentes représentations cartographiques du territoire : la carte de Cassini (XVIIIe siècle), la carte d'état-major (1820-1866) et les cartes ou photos aériennes de l'IGN pour la période actuelle (1950 à aujourd'hui).

### Risques majeurs
Le territoire de la commune d'Arboucave est vulnérable à différents aléas naturels : météorologiques (tempête, orage, neige, grand froid, canicule ou sécheresse), inondations, mouvements de terrains et séisme (sismicité modérée). Un site publié par le BRGM permet d'évaluer simplement et rapidement les risques d'un bien localisé soit par son adresse soit par le numéro de sa parcelle.
Certaines parties du territoire communal sont susceptibles d’être affectées par le risque d’inondation par débordement de cours d'eau, notamment le Gabas et le Louts. La commune a été reconnue en état de catastrophe naturelle au titre des dommages causés par les inondations et coulées de boue survenues en 1999 et 2009,.
Les mouvements de terrains susceptibles de se produire sur la commune sont des tassements différentiels.

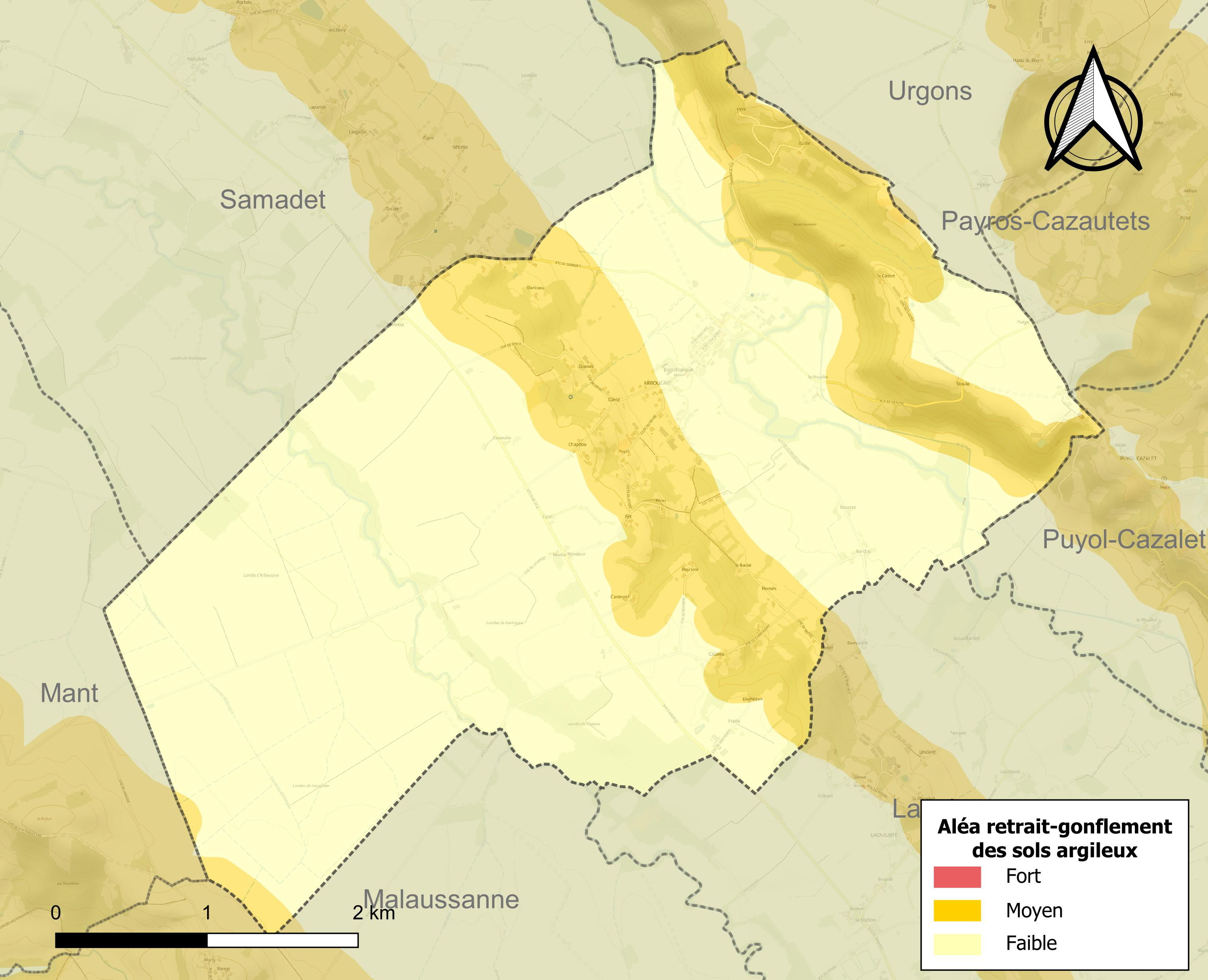
Carte des zones d'aléa retrait-gonflement des sols argileux d'Arboucave.

Le retrait-gonflement des sols argileux est susceptible d'engendrer des dommages importants aux bâtiments en cas d’alternance de périodes de sécheresse et de pluie. 29,9 % de la superficie communale est en aléa moyen ou fort (19,2 % au niveau départemental et 48,5 % au niveau national). Sur les 119 bâtiments dénombrés sur la commune en 2019,  56 sont en aléa moyen ou fort, soit 47 %, à comparer aux 17 % au niveau départemental et 54 % au niveau national. Une cartographie de l'exposition du territoire national au retrait gonflement des sols argileux est disponible sur le site du BRGM,.
Concernant les mouvements de terrains, la commune a été reconnue en état de catastrophe naturelle au titre des dommages causés par la sécheresse en 1989 et par des mouvements de terrain en 1999.

## Histoire

### Protohistoire
Pierre-Eudoxe Dubalen fouille un tumulus sur Arboucave en 1913 ou 1914.
Certains tumulus sont attribués à Arboucave alors qu'ils se trouvent sur Samadet.
Landes de Caraous
Aux landes de Caraous, des parcelles contenant dix-sept tertres funéraires sont classées Monuments historiques depuis le 4 novembre 1971.
Casenave
Au lieu-dit Casenave en rebord de plateau, une prospection aérienne de juin 1984 a découvert l'enceinte d'un site comprenant une petite nécropole et plusieurs tumulus. En 1987 l'enceinte est déjà complètement arasée. Ce site fait partie d'un ensemble de tumulus dit « nébuleuse tumulaire d'Arboucave ».

## Politique et administration
| Période                                  | Période  | Identité      | Étiquette | Qualité     |
| ---------------------------------------- | -------- | ------------- | --------- | ----------- |
| juin 1995                                | En cours | Jean Laffitte | UMP-LR    | Agriculteur |
| Les données manquantes sont à compléter. |          |               |           |             |

## Démographie
| 1793 | 1800 | 1806 | 1821 | 1831 | 1836 | 1841 | 1846 | 1851 |
| ---- | ---- | ---- | ---- | ---- | ---- | ---- | ---- | ---- |
| 449  | 341  | 306  | 372  | 425  | 439  | 394  | 453  | 406  |

| 1856 | 1861 | 1866 | 1872 | 1876 | 1881 | 1886 | 1891 | 1896 |
| ---- | ---- | ---- | ---- | ---- | ---- | ---- | ---- | ---- |
| 378  | 383  | 381  | 343  | 333  | 348  | 364  | 341  | 338  |

| 1901 | 1906 | 1911 | 1921 | 1926 | 1931 | 1936 | 1946 | 1954 |
| ---- | ---- | ---- | ---- | ---- | ---- | ---- | ---- | ---- |
| 330  | 335  | 334  | 322  | 320  | 327  | 313  | 265  | 269  |

| 1962 | 1968 | 1975 | 1982 | 1990 | 1999 | 2006 | 2007 | 2012 |
| ---- | ---- | ---- | ---- | ---- | ---- | ---- | ---- | ---- |
| 260  | 220  | 205  | 204  | 202  | 194  | 193  | 192  | 202  |

| 2017 | 2022 | - | - | - | - | - | - | - |
| ---- | ---- | - | - | - | - | - | - | - |
| 201  | 214  | - | - | - | - | - | - | - |

## Culture locale et patrimoine

### Lieux et monuments
- Église Saint-Germain d'Arboucave

### Personnalités liées à la commune
- Groupe d'utilisateurs Linux Landinux[29]

### Héraldique
| Blason de Arboucave | Blason  | D'or à l'arbre au naturel et au lévrier de sable colleté d'argent, attaché à l'arbre par une chaîne du même; au chef d'azur chargé d'un croissant d'argent accosté de deux étoiles d'or |
| Blason de Arboucave | Détails | Armes de ses anciens seigneurs les Abadie d'Arboucave Officiel (confirmation de la mairie)..                                                                                            |